# Zsuzsanna Szőcs
Zsuzsanna Szőcs, född den 10 april 1962 i Budapest i Ungern, är en ungersk fäktare som tog OS-brons i damernas lagtävling i florett i samband med de olympiska fäktningstävlingarna 1988 i Seoul.
Hon vann VM fyra gånger: 1987, 1989, 1991 och 1992.